# Tututepec
Tututepec è un sito archeologico in Mesoamerica situato nella valle del Rio Verde, nello stato di Oaxaca. Formava il nucleo di uno stato dei Mixtechi durante il periodo Postclassico (dal 1100 al 1500). La città copriva 21,85 km quadri alla massima estensione, e la sua potenza politica si estendeva per più di 25.000 km quadri nel territorio circostante.
Il nome della città in lingua mixteca era Yucu Dzaa.
Oggi il sito è occupato dalla città moderna di Villa de Tututepec de Melchor Ocampo.